# Margherita di Savoia
Margherita di Savoia község (comune) Olaszország Puglia régiójában, Barletta-Andria-Trani megyében. Sólepárlói Európában a legnagyobbak.[forrás?]

## Fekvése
Barletta városától északnyugatra fekszik, az Adriai-tenger partján.

## Története
A település Salina di Barletta néven volt ismert 1879-ig, amikor átnevezték Savoyai Margit olasz királyné tiszteletére.

## Népessége
A lakosság számának alakulása:

## Főbb látnivalói
- A legfőbb látványosságok a hatalmas sólepárlók, amelyek után eredeti nevét is kapta.